# Kustkvastmossa
Kustkvastmossa (Dicranum scottianum) är en bladmossart som beskrevs av Turner och Robt. Scott 1803. Kustkvastmossa ingår i släktet kvastmossor, och familjen Dicranaceae. Enligt den svenska rödlistan är arten sårbar i Sverige. Arten förekommer i Götaland. Artens livsmiljö är havsstränder, skogslandskap. Inga underarter finns listade i Catalogue of Life.